# G.P. Seyfried
G.P. Seyfried (fl. XVIII secolo) è stato un artigiano tedesco del XVIII secolo.
Non abbiamo molte notizie di questo costruttore di strumenti scientifici, attivo a Norimberga nel Settecento. Fu collaboratore di David Beringer (?-1756), con il quale realizzò alcuni orologi solari. Il nome di Seyfried risulta affiliato ad una delle corporazioni locali.